# Альдрованда
 Альдрова́нда (Aldrovánda) — монотипний рід (біологія) комахоїдних водних рослин родини росичкові.

## Ботанічний опис
Маленька, багаторічна, занурена в воду трава з плавучими ниткоподібними стеблами та густо розташованим маленьким листям по 6—9 в мутовках, з довгими щетинками на верхівці широкого черешка. Листя забезпечене подовженим у вигляді клина черешком, покритим на кінці довгими віями та раковіноподібною двостулковою пластинкою, роздутою посередині, а по краях і на верхній стороні покритої щетинками. При подразненні ніжних волосків, що розташовані на поверхні листа, він стає вздовж, причому краї знаходять один на інший. Так Альдрованда ловить, а потім перетравлює дрібних водяних личинок та ракоподібних. Маленькі, білі, окремо розташовані проміжні квіти побудовані за п'ятірного типу, а плодова зав'язь розвивається в капсулу (коробочку). Ця непоказна рослинка, квітує в липні та серпні.
Коренів немає, вільно плаває у водоймах.

## Поширення та екологія
Альдрованді зустрічається спорадично в Західній Європі, Африці, Східній та Південно-Східній Азії, Австралії, на Кавказі, Далекому Сході та Середній Азії, найчастіше в озерцях стариць.

## Види
- †Aldrovanda borysthenica
- †Aldrovanda clavata
- †Aldrovanda dokturovskyi
- †Aldrovanda eleanorae
- †Aldrovanda europaea
- †Aldrovanda inopinata
- †Aldrovanda intermedia
- †Aldrovanda kuprianovae
- †Aldrovanda megalopolitana
- †Aldrovanda nana
- †Aldrovanda ovata
- †Aldrovanda praevesiculosa
- †Aldrovanda rugosa
- †Aldrovanda sibirica
- †Aldrovanda sobolevii
- †Aldrovanda unica
- Aldrovanda vesiculosa
- †Aldrovanda zussii